# Беняса (Джурджу)
Беняса (рум. Băneasa) — село у повіті Джурджу в Румунії. Адміністративний центр комуни Беняса.
Село розташоване на відстані 43 км на південь від Бухареста, 18 км на північний схід від Джурджу.

## Населення
За даними перепису населення 2002 року у селі проживали 3453 особи.
Національний склад населення села:
| Національність | Кількість осіб | Відсоток |
| -------------- | -------------- | -------- |
| румуни         | 3357           | 97,2%    |
| цигани         | 93             | 2,7%     |

Рідною мовою назвали:
| Мова      | Кількість осіб | Відсоток |
| --------- | -------------- | -------- |
| румунська | 3402           | 98,5%    |
| циганська | 48             | 1,4%     |